# 마디우스
마디우스(고대 그리스어: Μάδιος, 영어: Madius) 또는 마드야(Madya)는 스키타이의 왕이었다. 그는 메디아 제국을 정복하여 기원전 653~625년 또는 633?~625년 동안 메디아의 왕으로 메디아 제국을 통치했다.
| 전임 프라오르테스 | 메디아의 왕 기원전 653~625 또는 633?~625 | 후임 키악사레스 |